# Región de Antofagasta
Región de Antofagasta är en region i norra Chile. Regionhuvudstaden är Antofagasta.
Större delen av regionen tillhörde före Stillahavskrigen Bolivia men övergick 1883 till Chile som ett resultat av kriget.

## Provinser
- Provincia de Tocopilla
- Provincia de El Loa
- Provincia de Antofagasta

## Större städer
- Antofagasta
- Calama
- Tocopilla
- San Pedro de Atacama